# Iyotetsu Takashimaya
La empresa Iyotetsu Takashimaya (伊予鉄髙島屋?), es una empresa japonesa que administra una tienda departamental del mismo nombre. Su sede central se encuentra en la Ciudad de Matsuyama de la Prefectura de Ehime. Es parte de Takashimaya, uno de los principales operadores de tiendas departamentales de Japón, y además es parte de la empresa Ferrocarril Iyo.

## Características
Anteriormente se denominaba Iyotetsu Sogo S.A. (株式会社いよてつそごう Kabushikigaisha Iyotetsu Sogō?). Iyotetsu tenía planes de integrar una tienda departamental al nuevo edificio de la Estación Ciudad de Matsuyama, creando en 1969 una empresa que lo administraría. Fue así que buscó el apoyo de alguno de los principales operadores de tiendas departamentales, cerrando finalmente un acuerdo con Sogo. Así se inaugura Iyotetsu Sogo en julio de 1971, convirtiéndose en el quinto local de Sogo (segunda tienda regional). Creció rápidamente, superando a la tienda Mitsukoshi (pionera en la Ciudad de Matsuyama), hasta convertirse en la principal de la Región de Shikoku. Pero debido a problemas financieros de Sogo, en el 2002 se rescinde la asociación, pasando a llamarse simplemente Tienda Departamental Iyotetsu (伊予鉄百貨店 Iyotetsu Hyakkaten?).
Posteriormente se asocia con Takashimaya, pero la denominación se mantiene como Tienda Departamental Iyotetsu. Sin embargo con el objetivo de reforzar la imagen, aprueba el ingreso de Takashimaya como accionista, modificando la denominación a la de Iyotetsu Takashimaya.
Cuenta con una única tienda departamental en la Ciudad de Matsuyama, esto es desde la época de Iyotetsu Sogo. Pero cuenta con centros de operaciones en las siguientes ciudades: Shikokuchuo, Niihama, Imabari, Oozu, Yawatahama, Seiyo, Uwajima y Ainan.
Desde la terraza se puede apreciar el Castillo de Matsuyama; y también cuenta con una vuelta al mundo conocida como Kururin (くるりん?), cuyas luces de neón pueden ser avistadas desde las afueras de la ciudad.
Es el centro comercial de mayor tamaño y líder en ventas de la Región de Shikoku.

## Datos
- Razón social: Iyotetsu Takashimaya S.A. (株式会社伊予鉄髙島屋 Kabushikigaisha Iyotetsu Takashimaya?)
- Razón social (en inglés): Iyotetsu Takashimaya Co., Ltd.
- Fundación: 1° de septiembre de 1969
- Sede central: 〒790-8587 Minatomachi 5-1-1, Ciudad de Matsuyama, Prefectura de Ehime
- Cantidad de empleados: 686 (al 1° de abril de 2006)
- Principales accionistas: Ferrocarril Iyo y Takashimaya